# Kenneth Kimmins
Kenneth Kimmins (* 4. September 1941 in Brooklyn, New York) ist ein US-amerikanischer Schauspieler.

## Leben
Kenneth Kimmins wurde 1941 in Brooklyn, im US-Bundesstaat New York geboren. Er besuchte die Katholische Universität von Amerika. Seinen ersten Auftritt als Schauspieler für Film und Fernsehen hatte er 1976. Es folgten mehr als 100 weitere, zuletzt 2022.
Er ist  mit der Schauspielerin Lisa Raggio verheiratet.

## Filmografie
- 1976: Network
- 1977: Thieves
- 1979: Archie Bunker's Place
- 1979: My Old Man
- 1980: The White Shadow
- 1980: Die Schnüffler
- 1980: Soap – Trautes Heim (Die Ausgeflippten)
- 1980: Wir sind alle Gottes Kinder
- 1980: Der Scarlett-O’Hara-Krieg (Moviola – Gesucht: Scarlett O'Hara)
- 1980: The Henderson Monster
- 1980: WKRP in Cincinnati
- 1980: Hart aber herzlich
- 1981: House Calls
- 1981: Love Boat
- 1981: Mr. Merlin
- 1981: Lou Grant
- 1982: Der Konflikt – Du oder Beide
- 1982: Today's F.B.I.
- 1982: Dies ist mein Kind!
- 1982: Ein Colt für alle Fälle
- 1982: Eleanor, First Lady of the World
- 1982: Cheers
- 1982: Polizeirevier Hill Street
- 1982: Die verrückten Abenteuer eines Playboys
- 1973, 1983: Junge Schicksale
- 1983: Emergency Room
- 1983: Newhart
- 1982–1983: Dallas
- 1983: Bay City Blues
- 1984: Why Me?
- 1984: Bachelor Party
- 1984: T.V. – Total verrückt
- 1984: Imbiß mit Biß
- 1985: Hardcastle & McCormick
- 1985: Berrenger's
- 1985: The Atlanta Child Murders
- 1985: Der Denver-Clan
- 1985: Blackout – Bestie in Schwarz
- 1985: Unter Brüdern
- 1985: Remington Steele
- 1985: Shadow Chasers
- 1986: Disney-Land
- 1986: Rache ist ein süßes Wort
- 1986: Invasion vom Mars
- 1986: Leo & Liz in Beverly Hills
- 1986: Hardesty House
- 1986: Unser Haus
- 1986: Black and White
- 1983–1986: Silver Spoons
- 1986: Herzklopfen
- 1987: Gung Ho
- 1987: Ist sie nicht Wunderbar
- 1987: Flashpoint Mexico
- 1987: Dieses süße Leben
- 1987: Liebe mit Biß
- 1987: Der Werwolf kehrt zurück
- 1987: Ein Vater zuviel
- 1987: Full House
- 1988: Ein Engel auf Erden
- 1988: L.A. Law: Staranwälte, Tricks, Prozesse
- 1988: Inspektor Hooperman
- 1988: TV 101
- 1989: Police Academy 6 – Widerstand zwecklos
- 1989: Forced March
- 1989: Cranium Command
- 1989: Hunter
- 1989: Aufs Kreuz gelegt
- 1989: Snoops
- 1987, 1989: Harrys wundersames Strafgericht
- 1990: Doogie Howser, M.D.
- 1989–1990: Die Schöne und das Biest
- 1990: Stella
- 1990: Normal Life
- 1990: Polizeibericht
- 1991: Harrys Nest
- 1991: American Steel
- 1989, 1992: Matlock
- 1992: Perry Mason und der schamlose Romeo
- 1993: 4x Herman
- 1992–1993: Picket Fences: Tatort Gartenzaun
- 1994: Ellen
- 1994: Family Portrait
- 1996: Auf schlimmer und ewig
- 1997–1998: Kreativ sein ist alles
- 1989–1997: Mit Herz und Scherz
- 1995–1997: Superman: Die Abenteuer von Lois & Clark
- 1997: Der Hotelboy
- 1998: Significant Others
- 1998: Ein Trio zum Anbeißen
- 1999: Ally McBeal
- 1999: Clueless: Die wichtigen Dinge des Lebens
- 1999: JAG – Im Auftrag der Ehre
- 1999, 2000: Liebling, ich habe die Kinder geschrumpft: Die Serie
- 2001: Bette
- 2001: Jennie, die Unbezähmbare
- 2003: Hagelsturm – Die Wetterkatastrophe
- 2004: The West Wing – Im Zentrum der Macht
- 2004: Criminal Intent – Verbrechen im Visier
- 2005: Meine wilden Töchter
- 2005: Six Feet Under – Gestorben wird immer
- 2005: Lass es, Larry!
- 2005: Emergency Room – Die Notaufnahme
- 2005: Arrested Development
- 2006: Boston Legal
- 2007: Desperate Housewives
- 2014: Bridge and Tunnel
- 2021: Now Is Not the Best Time
- 2022: Gib's zu, Fletch